# Dune – die erste Trilogie
Dune – die erste Trilogie besteht aus den ersten drei Büchern
- Der Wüstenplanet (Originaltitel Dune). Erstveröffentlichung Dezember 1963 – Mai 1965 im US-amerikanischen Pulp-Magazin Analog. Stark erweiterte Buchausgabe 1965.[1]
- Der Herr des Wüstenplaneten (Originaltitel Dune Messiah)
- Die Kinder des Wüstenplaneten (Originaltitel Children of Dune)

aus dem Dune-Zyklus von Frank Herbert.

## Inhalt

### Übersicht
Zentrale Figur des ersten Romans (1965, dt. teilw. 1967, vollst. 1978) ist der erst fünfzehn Jahre junge Paul Atreides, der Sohn des Herzogs Leto I. Atreides und seiner Konkubine Jessica, einer Bene Gesserit. Er wird auf seine Rolle als zukünftiger Herzog vorbereitet und erlebt, wie der Padischah-Imperator Shaddam IV. und das Haus Harkonnen seinen Vater durch Verrat ermorden und ihn und seine Mutter in die Verbannung treiben.
Die beiden flüchten in die Wüste und treffen dort auf die Fremen, das Volk der Wüste. Mit Hilfe der Fremen organisiert Paul den Widerstand gegen die herrschenden Harkonnen. Er kommt in Kontakt mit einer gefährlichen Droge, dem „Wasser des Lebens“. Sie weckt und verstärkt seine hellseherischen Fähigkeiten. Paul wird zum Anführer der Fremen und führt sie als „Messias“ (Mahdi, arab. مهدي) Paul Muad'dib (arab. مؤدٌب mu'addib, „Erzieher“) in den Krieg gegen die Harkonnen und den Padischah-Imperator.
Der zweite Roman (1969, dt. 1971) trägt resignative Züge und zeigt das Wahrwerden der schrecklichsten Visionen des zum Imperator gekrönten Paul Muad'Dib. Er konnte den Dschihad, den er vorhergesehen hat, nicht verhindern. Milliarden Menschen sterben in diesem weltenumspannenden Krieg, der in seinem Namen geführt wird. Zentrales Thema des Romans ist die Unmöglichkeit selbst eines „allwissenden“ prophetischen Herrschers, einer fanatischen Theokratie Einhalt zu gebieten. Eine Verschwörung zu seinem Sturz lässt Paul als augenlosen Blinden zurück. Er dankt ab und legt die Regierungsgeschäfte in die Hände seiner Schwester Alia. Sie wird Regentin, bis seine Zwillingskinder, Leto und Ghanima, volljährig sind. Gemäß fremenitischer Traditionen geht er, als Blinder nutzlos geworden, in die offene Wüste – ein rituelles Opfer für Shai'Hulud, den Sandwurm.
Der dritte Roman (1976, dt. 1978) führt das Thema der Zukunftsvision fort. Pauls Kinder, ebenfalls mit seinen visionären Fähigkeiten ausgestattet, treten sein Erbe an. Große Teile des Romans handeln davon, dass Leto die Fehler seines Vaters erkennt und die daraus resultierenden Konsequenzen zu korrigieren versucht. Auch dieser Roman ist in eine Verschwörungshandlung eingebettet. Diverse Machtgruppen, darunter das alte Herrscherhaus Corrino, versuchen Regentin Alia zu stürzen, die wiederum selbst Intrigen gegen die Zwillinge spinnt. Zur Rettung der Menschheit muss Leto letztlich den Schritt tun, den sein Vater Paul vermieden hatte. Die Symbiose mit den Sandforellen, einer Vorform der Sandwürmer, macht ihn zwar fast unverwundbar und unsterblich, beraubt ihn jedoch seines Menschseins.

### Band 1:Der Wüstenplanet(Dune)

#### Vorgeschichte
In ferner Zukunft hat die Menschheit Teile des Weltalls besiedelt. Die Menschen leben in einer feudalistisch organisierten Gesellschaft, an deren Spitze der Padischah-Imperator und die, im Landsraad zusammengeschlossenen, Großen Häuser stehen. Seit Butlers Djihad, einem Kreuzzug gegen künstliche Intelligenzen vor über 10.000 Jahren, sind Computer, die den Menschen das Denken abnehmen, verboten. Das hat in einzelnen Gesellschaftsgruppen zu einer enormen geistigen Entwicklung geführt. Hervorzuheben sind hier die Mentaten, die Raumfahrer-Gilde und die Bene Gesserit. Sie stellen gemeingesellschaftlich bedeutende spirituelle und wirtschaftliche Machtfaktoren dar, repräsentieren gleichzeitig aber stets ein spezifisches Gruppeninteresse. Die Bene Gesserit, eine weibliche Ordensgemeinschaft, versuchen beispielsweise durch ein genetisches Ausleseprogramm den Übermenschen Kwisatz Haderach („Abkürzung des Weges“; wohl zu hebr. קפיצת הדרך) hervorzubringen, während die Gilde vor allem über ihr Monopol auf die interstellare Raumfahrt wacht.
Vor diesem Hintergrund spielt sich der Konflikt um den unwirtlichen Wüstenplaneten Arrakis ab. Protagonisten sind das Haus Atreides und das insgeheim vom Imperator unterstützte, durch und durch verkommene Haus Harkonnen. Auf Arrakis wird das unverzichtbare Gewürz Melange geerntet, eine bewusstseinserweiternde und lebensverlängernde Droge, die sowohl für die interstellare Raumfahrt als auch für die Ehrwürdigen Mütter der Bene Gesserit von immenser Bedeutung ist. Das Imperium würde ohne das Gewürz nicht existieren.

#### Handlungstragende Figuren und Gruppen
- Herzog Leto I., Oberhaupt des Hauses Atreides, der neue Lehnsherr des Wüstenplaneten, Vater von Paul und Alia.
- Lady Jessica, eine Bene Gesserit, offizielle Konkubine des Herzogs, später Ehrwürdige Mutter der Fremen.
- Paul Atreides, Sohn von Leto I. und Jessica, als Paul Muad'Dib Anführer des Fremenaufstandes gegen die Harkonnen.
- Alia Atreides, Schwester von Paul, verfügt bereits vor der Geburt über das Bewusstsein einer Ehrwürdigen Mutter.
- Shaddam IV. Corrino, Imperator und heimlicher Unterstützer der Harkonnen.
- Irulan, Tochter des Imperators, später nominelle Gattin von Paul Muad'Dib.
- Baron Wladimir Harkonnen, der Todfeind der Atreides. Langjähriger Herrscher über den Wüstenplaneten.
- Feyd-Rautha Harkonnen, Neffe und Erbe des Barons.
- Piter deVries, verderbter Mentat der Harkonnen.
- Gurney Halleck, erfahrener Offizier der Atreides, Sänger, Dichter und Baliset-Virtuose.
- Duncan Idaho, Schwertmeister und Offizier der Atreides, Lehrer und Ausbilder von Paul.
- Thufir Hawat, Mentat und Sicherheitschef der Atreides.
- Stilgar, Naib des Sietch Tabr.
- Liet Kynes, planetarischer Ökologe von Arrakis und kaiserlicher Beamter.
- Chani, Tochter des planetarischen Ökologen Liet Kynes, offizielle Konkubine von Paul Muad'Dib und Mutter seiner Kinder.

- Bene Gesserit, ein Schwestern-Orden.
- Die Raumgilde und ihre Navigatoren organisieren den interstellaren Raumflug.
- MAFEA, interstellare Handelsorganisation.
- Landsraad, politische Organisation der Großen Häuser.
- Sardaukar, Elitetruppen des Imperators.
- Fremen, die Bewohner der Wüsten auf Arrakis.

#### Vorbereitung auf Caladan
Herzog Leto Atreides wird von Imperator Shaddam IV. die Lehensherrschaft über Arrakis übertragen. Seine Konkubine, Lady Jessica, eine Bene Gesserit, hat ihm vor 15 Jahren einen Sohn (Paul) statt der angeordneten Tochter geboren und somit den Zuchtplan der Schwesternschaft gestört. Die ehrwürdige Bene-Gesserit-Mutter Gaius Helen Mohiam prüft Paul auf seine Menschlichkeit und ob er das Potential zum Kwisatz Haderach in sich trägt.

#### Ankunft auf Arrakis
Unmittelbar nach der Ankunft auf Arrakis müssen die Atreides feststellen, dass ein Angriff auf den Planeten bevorsteht. Verschlüsselte Nachrichten aus Arrakeen ins umliegende Gebirge, die Geheimnachricht einer Bene Gesserit an Jessica, eine abgefangene Lieferung von Lasguns, der Anschlag auf Pauls Leben, Informationen der Fremen über einen Verräter in den eigenen Reihen sprechen eine deutliche Sprache. Der plumpe Versuch der Harkonnen, Lady Jessica als die Verräterin zu brandmarken, und die Zerstörung einer Gewürzfabrik tun ihr Übriges dazu. Um die Lage zu stabilisieren, bahnen die Atreides politische Beziehungen zu den Fremen an. Nach einer Unterredung zwischen dem Fremenführer Stilgar und Leto Atreides wird Duncan Idaho als Botschafter zu den Fremen entsandt. Den imperialen Planetologen Liet Kynes fasziniert die offen vorgetragene Idee der Atreides, aus Arrakis einen fruchtbaren Planeten zu machen. Insgeheim arbeitet er nämlich mit den Fremen bereits daran, den Planeten durch Terraforming wieder fruchtbar zu machen. Gurney Halleck kontaktiert die Schmuggler, die illegal Gewürz sammeln und verkaufen. Leto bietet an, sie zu tolerieren, wenn sie eine geringfügige Steuer zahlen. Er hat wichtigere Probleme, als sich mit einigen Schmugglern herumzuschlagen.

#### Angriff auf Arrakis
Das Geschlecht des Baron Wladimir Harkonnen ist seit Generationen mit dem der Atreides verfeindet. Die Arrakis-Falle entwickeln der Baron und sein Mentat zur ultimativen Vernichtung der Atreides. Dabei können sie auf die diskrete Unterstützung des Imperators zählen, der in dem beim Landsraad und beim Volk extrem beliebten Leto einen gefährlichen Konkurrenten sieht. Bei der Rückeroberung von Arrakis stehen imperiale Sardaukar in Harkonnen-Uniform an vorderster Front. Hauptsächlich aber stützt sich der Angriff gegen die Atreides auf Verrat. Den Harkonnen gelingt es durch Erpressung, die kaiserliche Konditionierung des Suk-Leibarztes der Familie, Dr. Yueh, zu korrumpieren. Dieser deaktiviert den Verteidigungsschild von Arrakeen und setzt Herzog Leto mit einem Lähmer außer Gefecht. Mit einem künstlichen Giftgas-Zahn gibt der Verräter ihm jedoch die Gelegenheit, sich am Baron zu rächen. Der Versuch scheitert, tötet aber den Mentaten Piter deVries. Die Harkonnen übernehmen erneut die Herrschaft über Arrakis.

#### Flucht zu den Fremen
Durch die Hilfe von Dr. Yueh gelingt Lady Jessica und ihrem Sohn Paul die Flucht in die Wüste. Über Umwege erreichen sie einen Außenposten der Atreides, werden jedoch von den Sardaukar entdeckt. Der kaiserliche Planetologe Liet Kynes hilft Paul und Jessica zu entkommen. Duncan Idaho opfert sich, um die Verfolger aufzuhalten. Als die Harkonnen die Doppelrolle von Kynes entdecken, setzen sie ihn ohne Destillanzug in der Wüste aus und verurteilen ihn damit zum Tode. Er stirbt bei einer Explosion von Vorgewürzmasse. Paul und Jessica fliegen mit ihrem Ornithopter in einen Sandsturm und werden für tot erachtet. Von Hitze und Sandwürmern geplagt, werden sie schließlich von einem Spähtrupp der Fremen abgefangen. Nach einem gefährlichen Aufnahmeritual bringen sie die beiden zum Sietch Tabr, der vom Naib Stilgar geführt wird.

#### Leben bei den Fremen
Paul lernt Chani, eine Fremen und Tochter von Liet Kynes, kennen und lieben. Im Sietch erfährt er Leben und Kultur der Fremen. Er trifft dabei auf gut ausgebildete Kämpfer mit gewaltiger Kampfkraft und Mut. Was ihnen fehlt, sind waffenlose Kampftechniken, moderne Taktik und Strategie. Die lehrt er die Fremen und sie lehren ihn das Überleben in der Wüste. Jessica wird zur Ehrwürdigen Mutter der Fremen geweiht – das Weiheritual verschafft aber nicht nur ihr, sondern auch ihrer ungeborenen Tochter Alia übernatürliche Seherkräfte. Es vergehen drei Jahre. Paul steigert mit Hilfe des Gewürzes seine hellseherischen Fähigkeiten. Widerwillig lässt er sich zum Mahdi der Fremen (Lisan al-Gaib, „Stimme der Außenwelt“, arab. لسان الغيب) erklären. Für ihre Hilfe beim Kampf gegen die Harkonnen verspricht er die ökologische Umwälzung zu einem grünen Planeten. Mit seiner Fremen-Armee wird er zum ernst zu nehmenden Gegner der Harkonnen und des Imperators. Baron Harkonnen reagiert mit brutaler Gewalt und versucht, die Fremen auszurotten. Bei einem Streifzug in der Wüste trifft Paul wieder auf Gurney Halleck, der bei den Schmugglern untergeschlüpft war. Chani gebiert Pauls ersten Sohn, doch bei einem Angriff töten die Sardaukar dieses Kind und verschleppen Alia.

#### Rückeroberung des Planeten
Schließlich versammeln sich der Imperator, der Baron und die anderen großen Häuser auf Arrakis, um die Gewürz-Produktion wieder in Gang zu bringen. In diesem Moment bläst Paul, mittlerweile als Paul Muad’Dib bekannt, zum Angriff. Mit Atomwaffen wird der schützende Schildwall der Hauptstadt Arakeen zerstört. Dann greift er mit Dutzenden von Sandwürmern die kaiserlichen Truppen an. Die gefangene Alia tötet den Baron Harkonnen mit einem Gom-Jabbar.
Paul setzt Shaddam IV fest. Er droht mit der Vernichtung der gesamten Gewürz-Produktion und fordert den Thron des Imperiums. In einem finalen Messer-Duell tötet er Feyd, den Neffen des Barons. Anschließend willigt er in eine Ehe mit Shaddams Tochter, Prinzessin Irulan, ein und wird neuer Imperator. Seiner wahren Liebe, der Konkubine Chani, hält er die Treue. Sie, so sagt seine Mutter voraus, würde die Geschichte einst seine Gattin nennen.
Den vorhergesehenen Djihad der fanatisierten Fremen-Armeen kann er nicht aufhalten. Sie brechen auf, das Universum zu erstürmen.

#### Implikationen
Unter der Oberfläche dieser recht einfachen Geschichte verbergen sich eine Vielzahl verschiedener Reflexionsebenen, die Herbert übereinanderschichtet, um das zentrale Problem des Dune-Zyklus multiperspektivisch zu beleuchten: die Beziehung zwischen Stagnation und Fortschritt in der menschlichen Gattungsgeschichte.
Eng verknüpft mit philosophischen und politisch-theoretischen Überlegungen arbeitet er sich hier an der Figur Paul Atreides ab. Als unvorhergesehenes Produkt des Bene-Gesserit-Zuchtprogramms verfügt dieser über die Gabe der weitreichenden Prophetie. Welchen Einfluss diese Gabe auf seine Handlungskompetenz nimmt und wie jede getroffene Entscheidung den Möglichkeitsrahmen zukünftiger Entwicklungen einengt, ist die Frage, die es zu beantworten gilt.

### Band 2:Der Herr des Wüstenplaneten(Dune Messiah)

#### Vorgeschichte
Zwölf Jahre sind vergangen, seit Paul Muad'Dib den Thron bestiegen hat und seine Fremen-Armeen aufgebrochen sind, das Universum zu erobern. Milliarden Menschen sind durch den Krieg getötet worden. Obwohl er diesen Djihad nie wollte, hat er ihn inspiriert und kann ihn nicht mehr stoppen. Vom Wüstenplaneten Arrakis aus gebietet Paul als Imperator über alle Welten am Himmel. Die Kontrolle der Gewürz-Produktion sichert, dass andere Große Häuser nicht zu mächtig werden. Eine neu entstandene Religion, die ihn als Messias preist, überzieht, im Kielwasser des Djihad, das Universum mit zahllosen Missionaren und Priestern. 

#### Handlungstragende Figuren und Gruppen
- Paul Atreides, als Paul Muad'Dib neuer Imperator.
- Alia Atreides, Schwester von Paul, Hohepriesterin der neuen Religion um Muad'Dib.
- Irulan, eine Bene Gesserit, nominelle Gattin des Imperators, unterstützt die Verschwörung gegen ihn.
- Duncan Idaho Ghola, unter dem Namen Hayt ein Geschenk der Tleilaxu an den Imperator.
- Stilgar, Naib des Sietch Tabr, Kommandeur des Djihad.
- Chani, offizielle Konkubine von Paul Muad'Dib und Mutter von Leto II. und Ghanima.
- Scytale, ein Tleilaxu-Gestaltwandler, Teil der Verschwörung gegen Muad'Dib.
- Edric, ein Gildenavigator, schützt die Verschwörung gegen den Imperator.
- Bene Gesserit, ein Schwestern-Orden.
- Die Raumgilde, und ihre Navigatoren organisieren den interstellaren Raumflug.
- Tleilaxu, auf Genmanipulation spezialisierte Gemeinschaft, Hersteller der Duncan-Idaho-Gholas.

#### Kinderwunsch
Pauls Konkubine, Chani, versucht seit Jahren erneut schwanger zu werden, aber Pauls Ehefrau, Prinzessin Irulan, sabotiert das durch die heimliche Gabe empfängnisverhütender Mittel.
Chani beginnt mit einer strengen Fremen-Diät, der Irulan keine Verhütungsmittel mehr zumischen kann, sodass Chani schließlich schwanger wird. Paul kennt alle Pläne seiner Feinde. Er verhandelt mit der Ehrwürdigen Mutter Mohiam um die Zukunft von Mutter und Kind. Er bietet der Schwesternschaft ein Kind von Irulan und damit weiteren Zugriff auf die Atreidische Blutlinie an. Seine Bedingung ist allerdings, dass die Bene Gesserit die Zeugung per künstlicher Befruchtung akzeptieren. Eine Zusage würde die ethischen Grundlagen der Bene Gesserit tief erschüttern. Mohiam bittet um Bedenkzeit.

#### Die Intrige
Die Raumfahrergilde entsendet einen Botschafter nach Arrakis. Das ist der erste Schritt im Komplott zur Ermordung des Imperators, das mit Unterstützung Prinzessin Irulans geschmiedet wurde. Die Tleilaxu haben im Auftrag der Gilde einen Ghola, ein genetisches Replikat, von Pauls engstem Freund Duncan Idaho geschaffen. Der neue Botschafter schenkt dieses Wesen dem Imperator bei seinem Antrittsbesuch. Ein geheimes Codewort, das Paul selbst aussprechen wird, soll diesen Ghola dazu veranlassen, den Imperator zu töten.

#### Der Angriff auf Paul, Chani und seine Kinder
Ein alter Fedaykin, Mitglied der früheren Todeskommandos Muad'Dibs, erhält Besuch vom Tleilaxu-Gestaltwandler Scytale. Dieser tötet den Fedaykin und seine Tochter und nimmt ihre Gestalt an. Als junge Frau bittet er Muad'Dib und Chani um ein Treffen mit ihrem Vater. Im Haus der Familie sollen Informationen über eine Verschwörung Freier Fremen weitergegeben werden. Paul durchschaut die Scharade, geht aber trotzdem allein. Am vereinbarten Ort begegnet er dem Zwerg Bijaz, der als lebendes Distrans angeblich die Namen der Verschwörer wiedergeben kann. Beim Rückzug wird Paul von einem Steinbrenner, einer nuklearen Waffe, geblendet. Seine umfassenden Visionen ersetzen ihm allerdings das Augenlicht, sodass er wie ein Sehender agieren kann.
Chanis Schwangerschaft verläuft problematisch, sie zieht sich mit Paul nach Sietch Tabr zurück. Chani bringt Zwillinge zur Welt, stirbt aber bei der Geburt an einem Blutsturz. „Sie ist nicht mehr“, mit diesem Satz kommentiert Paul den Tod Chanis und aktiviert damit das Gholaprogramm Duncan Idahos. Seine Instruktionen besagen, dass er jetzt Paul zu töten hat. Seine Liebe und Loyalität zu den Atreides macht ihm den Mord unmöglich. Stattdessen kehren die Erinnerungen an sein früheres Leben zurück. Er wird zu dem, der er immer schon war. Scytale, immer noch in der Frauengestalt, droht die Kinder zu töten. Er bietet einen Pakt mit den Tleilaxu an und verspricht Paul einen Ghola seiner Chani. Paul tötet den Gestaltwandler. Nun tritt der Zwerg auf den Plan und erneuert dieses Angebot. Bevor er schwach wird, bittet Paul den Duncan-Idaho-Ghola, Bijaz zu töten.

#### Ausklang
Wie es die alten Gesetze von einem blinden Fremen verlangen, zieht Paul allein in die Wüste hinaus. Der Djihad ist gestoppt. Die Zwillinge erhalten die Namen Leto II. und Ghanima. Sie werden von Stilgars Frau und Irulan großgezogen. Alia herrscht in ihrem Namen.

#### Implikationen
Moralische Überlegungen zu genetischen Experimenten, wie den Gholas, Überlegungen zur Handlungsfreiheit und Fragen von Herrschafts- und Gesetzgebungsverfahren stehen im Mittelpunkt dieses Buches.
„Was sind Gesetze? Versuche, die Raubtiernatur des Menschen zu sozialisieren? Das Bemühen von Machtgruppen, ihre usurpierte Herrschaft zu legalisieren? Mittel zur Durchsetzung und Zementierung von Minderheiteninteressen? Du darfst dir die Gesetze nicht zu genau ansehen. Tust du es, wirst du enttäuscht und empört sein, und die Ruhe im Lande, die dir bisher als eine heitere Ruhe erschienen war, wird Leichengeruch annehmen.“ Paul Muad`dib.
Mit diesen resignativ bitteren Überlegungen lässt sich eigentlich die Stimmungslage dieses Bandes treffend zusammenfassen.

### Band 3:Die Kinder des Wüstenplaneten(Children of Dune)

#### Vorgeschichte
Etwa neun Jahre sind seit dem Verschwinden Muad'Dibs vergangen; die Imperiale Regentin Alia, mittlerweile mit Duncan Idaho verheiratet, herrscht im Namen der Kinder ihres Bruders, Leto II. und Ghanima, über das Imperium. Die Härte, mit der sie dabei zu Werke geht, sorgt für immer größere Unruhen im Herrschaftsgebiet. Das Haus Corrino unter Wensicia und deren Spion, der Priester Javid, schürt diese Unzufriedenheit. Diesen kritischen Zeitpunkt wählt Lady Jessica für einen Besuch ihrer Enkel auf dem Wüstenplaneten. In Arrakeen (der Hauptstadt von Arrakis) taucht ein blinder Prediger aus der Wüste auf und predigt gegen Alia und die Missstände im Imperium.

#### Handlungstragende Figuren und Gruppen
- Leto II. Atreides, geht eine Symbiose mit den Sandforellen ein, stürzt seine Tante Alia, wird neuer Imperator.
- Ghanima Atreides, Schwester und später offizielle Gattin von Leto II., setzt die Linie der Atreides mit Farad’n Corrino fort.
- Farad’n Corrino, Nachkomme von Ex-Imperator Shaddam IV, nennt sich später Harq al-Ada.
- Der Prediger, Paul Atreides, inzwischen erblindet, predigt gegen die Herrschaft seiner Schwester Alia.
- Alia Atreides, Regentin des Imperiums bis zur Volljährigkeit der Atreides-Zwillinge.
- Lady Jessica, eine Bene Geserrit, Mutter von Paul und Alia, kehrt nach Arrakis zurück um ihre Enkel zu unterstützen.
- Irulan, Witwe des verschwundenen Paul Muad'Dib, erzieht die Zwillinge.
- Baron Wladimir Harkonnen, der Todfeind der Atreides, beherrscht die besessene Regentin Alia.
- Duncan Idaho Ghola, Ehemann von Alia, opfert sich um Stilgars Neutralität zu erschüttern.
- Stilgar, Naib der Fremen, Beschützer von Leto II. und Ghanima.
- Bene Gesserit, ein Schwestern-Orden.

#### Die Missstände werden misslicher
Die von Irulan aufgezogenen Kinder Leto und Ghanima wissen genau um die Machtspiele ihrer langsam in den Wahnsinn abdriftenden Tante Alia. Sie freuen sich auf das Wiedersehen mit ihrer Großmutter, Lady Jessica, gedenken jedoch, dieses Ereignis für ihre eigenen Pläne zu nutzen. Vor Selbstmitleid zerfließend, gibt Alia ihrer Mutter Jessica die Schuld an ihren massiven mentalen Problemen. Wegen mangelnder Ausbildung droht die übermächtige Präsenz der Erinnerungen ihrer Vorfahren sie zu überwältigen. Ihr Großvater, Baron Wladimir Harkonnen, bietet sich als ihr Mohalata-Führer an, den Ahnenterror in Grenzen zu halten. Als Gegenleistung fordert er anfangs gelegentlichen Kontakt zu Alia und übt schließlich die völlige Dominanz über ihr Bewusstsein aus. Die Terrorherrschaft über das Imperium entspringt seiner Initiative. Destruktiver im Sinne der Machterhaltung ist die Ignoranz, die er Alia gegenüber den ökologischen Umwälzungen des Wüstenplaneten einimpft. Ohne massive Intervention wird Arrakis zum grünen Planeten werden. Ohne die Wüste würden die Würmer und damit die Quelle für das Gewürz vernichtet. Das Gewürz ist der Hebel, mit dem die Atreides Macht ausüben. Ohne diesen Hebel endet die Herrschaft der Atreides, das wäre der ultimative Sieg der Harkonnen.
In diesem geistigen Zustand organisiert Alia zwei Attentate auf ihre Mutter, die beide fehlschlagen.

#### Die Kinder fliehen
Leto und Ghanima sehen die Zukunft und darin Alias Besessenheit. Sie bereiten ihre Flucht vor. Als die Kinder Sietch Tabr verlassen, hetzen die Corrino-Verschwörer zwei „Laza-Tiger“ auf sie. Die Tiere wurden von Wensicia Corrino konditioniert und über Neuroimplantate gelenkt. Die Zwillinge retten sich in eine Felsspalte und töten anschließend beide Tiger. Dabei bleibt Ghanima schwer verletzt zurück, während Leto in der Wüste verschwindet. Ghanima kehrt zurück zum Sietch und schwört, dass Leto getötet worden sei.
Lady Jessica lässt sich von Duncan Idaho freiwillig nach Salusa Secundus, dem Exilplaneten des Hauses Corrino, entführen. Sie soll und wird Wensicias Sohn, Prinz Farad’n, in den Techniken der Bene Gesserit unterrichten.

#### Die Metamorphose
Leto wird von Gurney Halleck gefangen und verschiedenen Prüfungen unterzogen, um sicherzustellen, dass er nicht besessen ist wie seine Tante Alia. Er entkommt der Prüfungshaft, indem er eine Symbiose der Sandforellen mit seiner menschlichen Haut zulässt. Diese Verbindung verändert seinen Metabolismus total. Er verfügt nun über übermenschliche Stärke, kann sich extrem schnell bewegen und ist immun gegen Waffen und Gift aller Art.
In der Folge führt Leto einen Ein-Personen-Guerillakrieg gegen Alia und zerstört systematisch die Bewässerungsanlagen auf Arrakis.
In der Wüste trifft er seinen Vater, den blinden Prediger. Sie erkennen einander und ringen um die Vorherrschaft über die Vision für die Zukunft der Menschheit. Leto setzt sich durch, weil er mit dem Verlust seiner Menschlichkeit einen höheren Preis zahlt. Diese „Vision“ beschreibt Herbert als wirkmächtiges Konzept, das sich durch die Person des Herrschers verwirklicht. Sie ist eine Mischung aus rationaler Planung und quasimystischer Prophetie, die allerdings auch als Ergebnis von sehr komplexer natürlicher Überlegung gedeutet werden kann.

#### Baron Harkonnen übernimmt die Macht
Der Einfluss Baron Harkonnens auf Alias Geist ist inzwischen so stark, dass er sie befehlen lässt, Duncan Idaho zu töten. Der entkommt dem Anschlag, bringt allerdings Stilgar, um dessen neutrale Haltung zu korrumpieren, durch extreme Provokation dazu, ihn zu töten. Nachdem er nun Alias Ehegatten getötet hat, flüchtet Stilgar in einen verlassenen Sietch in der Wüste. Zwischen den Fremen bricht ein Bürgerkrieg aus. In einer Kommandoaktion gelingt es Alias Truppen, Ghanima zu entführen.
Der blinde Prediger kommt erneut in die Hauptstadt und predigt gegen Alia. Er löst damit einen Tumult aus und wird von einem Fanatiker ermordet.
Im Regenten-Palast wird gleichzeitig die Vermählung von Farad’n und Ghanima vorbereitet. Da tritt Leto auf den Plan. Seine Metamorphose hat begonnen, er ist noch stärker geworden und tritt seiner besessenen Tante Alia entgegen. Vor die Wahl gestellt, eine fremenitische Besessenheitsprüfung abzulegen oder sich selbst umzubringen, findet sie die Kraft, dem verderblichen Einfluss des Barons zu widerstehen. Alia wählt den Freitod und ist endlich erlöst.

#### Ausklang
Leto ist wegen seiner Metamorphose unfruchtbar, heiratet jedoch aus politischen Gründen seine Schwester. Um die Linie der Atreides am Leben zu halten, billigt er jedoch die Partnerschaft zwischen Ghanima und Farad’n Corrino. Ghanima sieht Letos langen Leidensweg als Gottkaiser des Wüstenplaneten voraus. Sie bemitleidet ihn wegen seines verlorenen Menschseins und der daraus resultierenden unendlichen Einsamkeit. Leto wird mehrere tausend Jahre leben und regieren, und selbst bei seinem Ende, dem Zerfall in Millionen Sandforellen, wird in jeder von ihnen ein kleiner Teil seines Bewusstseins eingeschlossen sein. Der Wüstenplanet wird ein fruchtbarer, bewohnbarer Planet, der aber wegen seines neuen Wasserreichtums unbewohnbar für den Sandwurm ist. Seine Herrschaftsbasis, das Gewürz, sichert Leto durch strikte Rationierung der noch verbliebenen Vorräte. In den nächsten 3500 Jahren wird damit belohnt, wer ihm gehorcht und mit Entzug bestraft, wer Widerstand leistet. Die als „Goldener Pfad“ bezeichnete Vision zur Sicherung des Überlebens der Menschheit nimmt ihren Anfang.

#### Implikationen
Die Kinder des Wüstenplaneten handeln zuvorderst um das Problem des Erinnerns. Welche Auswirkungen kann genealogisches Erinnerungsvermögen haben, wenn es auf ein instabiles Bewusstsein trifft? Unter welchen Bedingungen ist ein Gleichgewicht zu halten zwischen der Kraft des Gewesenen und den Erfordernissen des Jetzt?
Daneben beschäftigt sich Herbert ebenso intensiv mit den Problemen, die stark bürokratisierte Regierungs- und Religionssysteme provozieren. Dergestalt überprüft er religiösen Fundamentalismus, also ein elementares Problem der Gegenwart, auf seine möglichen Entstehungsmechanismen und seine Antworten klingen oft zynisch, sind jedoch treffsicher. In der Figur von Leto II. beleuchtet Herbert außerdem die Frage, wie sich eine Person entwickelt, die gegen Widerstände zur Macht gelangt.
„Wenn ich die Erinnerungen meiner Ahnen durchreise, erfahre ich viele Dinge. Die Muster, ahh, die Muster. Die liberalen Heuchler sind diejenigen, die mir den meisten Kummer machen. Ich mißtraue den Extremen. Kratze an einem Konservativen, und du findest jemanden, der die Vergangenheit der Zukunft vorzieht. Kratze an einem Liberalen, und du findest einen verkappten Aristokraten. Es stimmt! Liberale Regierungen entwickeln sich stets zu Aristokratien. Die Bürokraten mißbrauchen die wirklichen Absichten der Menschen, die sie eingesetzt haben. Die kleinen Leute, die Regierungen an die Macht lassen, die versprochen haben die sozialen Lasten gleichmäßig zu verteilen, finden sich plötzlich in den Händen bürokratischer Aristokraten wieder.“ (Die verlorenen Journale, Leto II.)

## Hintergrundgeschichten
Dieses Kapitel beschäftigt sich mit Themen der ersten Trilogie, die sich in den folgenden Bänden wiederfinden und sozusagen grenzüberschreitend wirken.

### Der Zuchtplan der Bene Gesserit, wie er außer Kontrolle gerät und was daraus wird
Jede Bene Gesserit muss, um eine solche werden zu können, die sogenannte Agonie durchmachen. Der Kontakt mit dem „Wasser des Lebens“, einem giftigen Katalysator, bringt sie dabei in Kontakt mit den genealogischen Erinnerungen ihrer Vorfahren aus der weiblichen Linie. Gelingt es ihr, den Katalysator zu neutralisieren und die Gewalt des Erinnerten zu überleben, ist sie eingeweiht und Teil des Ordens. Männern gelingt es nicht, die Agonie durchzustehen.
Der Zuchtplan der Bene Gesserit besteht schon seit Tausenden von Jahren mit dem Ziel, einen männlichen Bene Gesserit zu erzeugen. Dieser sogenannte Kwisatz Haderach („Abkürzung des Weges“) soll sich sowohl an die weibliche als auch die männliche Genealogie erinnern können. Außerdem soll er ein absolut zuverlässiges Orakel verkörpern.
Grundlagen des Zuchtplans der Bene Gesserit ist die sogenannte Stammrolle, ein umfassendes Archiv der Eigenschaften verschiedener Blutlinien, die im Laufe der Geschichte miteinander verkreuzt wurden.
Da die Rolle der Bene Gesserit als politische Mediatoren sie in nahezu jedes Hohe Haus bringt, sind ihre Vertreterinnen oftmals mit den jeweiligen Herrschern verheiratet. Damit fällt die Kontrolle der Zuchtergebnisse nicht schwer.
Während der letzten Generationen schien der Zuchtplan seiner Vollendung zuzustreben. Alles spitzte sich auf die beiden Blutlinien der Atreides und Harkonnen zu.
Lady Jessica, Tochter von Baron Harkonnen, sollte mit Leto Atreides eine Tochter zeugen, die wiederum mit einem Harkonnensohn den Kwisatz Haderach zeugen würde – soweit die Theorie.
In der Praxis wird Jessica zur gefallenen Schwester. Sie verliebt sich in ihren Herzog und gebiert ihm den ersehnten Thronfolger. Sie handelt gegen die Interessen der Schwesternschaft und lässt tiefer gehende Gefühle zu, damit begeht sie eine doppelte Todsünde.
Der ungeplante Paul Atreides weist alle Eigenschaften des Kwisatz Haderach auf, weigert sich aber, diese Rolle in letzter Konsequenz anzunehmen.
Seine Schwester Alia erleidet schon im Mutterleib einen Agonieanfall. Sie wird von den Geistern ihrer Ahnen überschwemmt und letztlich von Baron Harkonnen übernommen. Als „Abscheulichkeit“ kommt sie für die Bene Gesserit natürlich nicht mehr als Zuchtobjekt in Frage.
Nachdem Paul mit Feyd Harkonnen den letzten männlichen Kreuzungspunkt des Zuchtprogramms der Bene Gesserit tötet, ist es um den großen Plan geschehen. Alles was danach passiert, obliegt nicht mehr ihrer Kontrolle.
Die Zwillinge Leto II. und Ghanima sind beide potentielle Kwisatz Haderach. Dass Leto letztlich in diese Rolle schlüpft, ist dem Zufall geschuldet. In seiner neuen Hybridnatur als Mensch/Wurm konfrontiert er die Bene Gesserit und die gesamte übrige Menschheit mit der brutalen Realität der Kwisatz-Haderach-Idee.
Absolute visionäre Fähigkeiten führen zu absoluter Kontrolle. Absolute Kontrolle führt zu totaler Stagnation, und sei es in Frieden und Sicherheit.
Herbert lässt Leto II. 3500 Jahre lang leben und regieren. Seine als „Goldener Pfad des Gottkaisers“ bezeichnete prophetische Vision besteht aus rationaler Planung und einer über einfache Rationalität hinausgehende Vorausschau, die sich auch als aktiv geförderte und damit selbsterfüllende Voraussage interpretieren lässt.
Während dieser Zeit initiiert er sein eigenes Zuchtprogramm. Er sucht Menschen, die sich der visionären Kontrolle entziehen, und hat am Ende damit Erfolg.

### Ökologische Veränderungen des Wüstenplaneten und ihre Konsequenzen
Lange bevor die Atreides nach Arrakis kamen, arbeiteten die Fremen daran, den Planeten menschenfreundlicher zu machen. Inspiriert von der Vision des kaiserlichen Planetologen Pardot Kynes bauten sie Windfallen, um Wasser durch Kondensation zu gewinnen, züchteten Pflanzen und versuchten so, den Wasserhaushalt des Planeten zu manipulieren.
Sein Sohn Liet, ein geborener Freme, setzt das väterliche Werk fort. Er verspricht, dass es in wenigen Dutzend Generationen möglich sei, den Planeten fruchtbar zu machen. Nur 15 % der Oberfläche müssten durch menschliche Einwirkung umgewandelt werden, dann würde sich die ökologische Umwälzung verselbständigen. Die Kindeskinder seiner Fremen sollten erleben, was Regen ist.
Die Machtübernahme der Atreides beschleunigt diesen Prozess ungemein. Sie hatten ihren Verbündeten versprochen, mit Geld und Material die Umgestaltung voranzutreiben.
Im dritten Band ist die ökologische Veränderung in vollem Gang und mit ihr die soziale. Die sich ändernde Ökologie zieht eine Änderung der fremenitischen Lebensweise nach sich.
Ohne die zwingende Notwendigkeit zur Wasserdisziplin erodieren auch die anderen zwanghaften Traditionen, die die Fremengesellschaft zu dem gemacht hatten, was sie war.
Aus Sicht der Traditionalisten wird das als dekadent geschildert, aus menschlicher Perspektive findet man darin Freiheit, Schönheit und Leichtigkeit. Der Romanverfasser Frank Herbert lässt Ökologie definieren als jene „Wissenschaft, die darin besteht, daß man die Konsequenzen seines Handels erkennt“ (zitiert nach Hahn).
Letztlich erkennt Leto II., dass die ökologische Umwälzung eine verheerende Konsequenz nach sich zieht. Der geänderte Wasserhaushalt des Planeten bedroht das Überleben der Würmer, der einzigen Erzeuger der unersetzlichen Melange. Ohne Gewürz gibt es keine interstellare Raumfahrt, keine Lebensverlängerung und kein Machtmittel, um die konkurrierenden Häuser im Zaum zu halten.
Leto II., bereits in seiner Hybridgestalt, vernichtet binnen weniger Monate die Qanate aller modernen Siedlungen und wirft das ökologische Programm um Generationen zurück.
Der Wüstenplanet wird wieder wüster, doch es ist bereits zu spät, um das Sterben der Sandwürmer aufzuhalten.
3500 Jahre später ist Arrakis ein grüner Planet. Durch Wetterkontroll-Satelliten bewahrt Leto II. nur eine kleine Wüste, die Sareer. Bei seinem Tod entstehen Sandforellen, die das Wasser einschließen. Danach breitet sich die Sareer über den gesamten Planeten aus und ermöglicht die Rückkehr der Sandwürmer.

### Die Wasserdisziplin – Wasser und Wasserkult der Fremen
Im ersten Band gebrauchen die Fremen das Wort Wasser gleichbedeutend mit dem Wort Leben. Alles Wasser ist Leben. Jedes Leben wird wie Wasser gehandelt und verwendet. Am Menschen (lebend oder tot) zählt nur das Wasser seines Körpers und seine Möglichkeiten, Wasser zu finden, zu sammeln oder zu erbeuten. Gefangene oder Stammesfremde werden getötet, ihr Wasser in den Totendestillen entnommen und dem Stammesvorrat zugeführt. Nach einem Zweikampf erhält der Sieger das destillierte Wasser des Gegners als persönlichen Besitz zugesprochen. Das Eigentum an Wasser symbolisieren sogenannte Wasserringe, eine Art informelle Währung zwischen den Stämmen.
Jeder Tropfen Wasser ist kostbar und wird mit allen Mitteln verteidigt und geschützt. Die Fremen tragen Destillanzüge und unterwerfen sich einer strengen Wasserdisziplin, um ihre Wasserreserven zu halten und zu vergrößern. Das korrekte Anlegen des Destillanzugs ist zentraler Bestandteil der Wasserdisziplin, die Paul und Jessica während ihres Lebens bei den Fremen in Fleisch und Blut übergeht. Jeder Sietch ist möglichst hermetisch gegen Verdunstung geschützt. Es gibt keine Fenster, in den Lüftungsschlitzen greifen Windfallen das entstehende Kondenswasser ab. Die Türen sind mit einem Siegel versehen und bleiben tagsüber geschlossen. Um Wasserverluste so gering wie möglich zu halten, spielt sich das Leben der Fremen überwiegend nachts ab.
Fragt ein Mann eine Frau, ob sie Hüterin seines Wassers sein möchte, sprich seine Wasserringe tragen will, gilt das als Heiratsantrag. Wenn ein Freme jemanden hasst, streut er Salz auf den Weg, auf dem dieser gegangen ist – Salz ist hygroskopisch und saugt Wasser auf. Menschen, die ohne Destillanzug in der Wüste unterwegs sind, werden sofort getötet, um die weitere unnötige Wasserverschwendung zu unterbinden.
Die Atreides lernen bereits früh, kurz nach ihrer Ankunft auf Arrakis, die aus der Wasserdisziplin erwachsende Mentalität der Fremen kennen. Zum Dank für die Rückgabe eines gestohlenen Crysmessers spuckt Stilgar, vor Herzog Leto, auf dessen polierten Schreibtisch. Für ihn das Zeichen tiefsten Respekts, wirkt das auf die anwesenden Offiziere Letos wie eine grobe Beleidigung. Nur das rasche Eingreifen Duncan Idahos verhindert mit den Worten „Wir danken für die Gabe Ihres Körpers und nehmen es in dem Geist, in dem es gegeben wurde“ einen gewalttätigen Zusammenprall der Kulturen.
Wörter, die ein Übermaß an Wasser symbolisieren, wie ertrinken, Meer, Schiff oder Regen, sind auf Arrakis unbekannt oder werden als Kindermärchen belächelt. Im zweiten Band tadelt eine Hausfrau ihren Mann, der ein kleines Fenster offen gelassen hat, mit den Worten: „Du glaubst wohl, das Wasser würde vom Himmel fallen?“ Erst im dritten Band, als sich wegen der ökologischen Umformung erste Wolken am Himmel bilden, Regen fällt und eine unvorsichtige Karawane in einem überfluteten Wadi umkommt, beginnen die Fremen solche Begriffe ernst zu nehmen.

### Herrschaftssysteme – Loyalitäten der Atreides versus Brutalitäten der Harkonnen
Frank Herbert beschäftigt in allen Bänden des Dune-Zyklus die Frage, wie Herrscher und Beherrschte miteinander umgehen.
Die Herrschaft selbst stellt er nie in Frage, polarisiert aber, am Beispiel der beiden Hohen Häuser Atreides und Harkonnen, die Extreme möglichen Herrschaftsverhaltens.
Während die einen partnerschaftlich mit ihren Untergebenen umgehen, regieren die anderen ihre Untertanen mit einem Maximum an Repression.
Sich Menschen gefügig machen, ist Harkonnenstil, Menschen durch vorbildhaftes Verhalten von den Vorzügen des Beherrschtwerdens überzeugen, der Stil der Atreides.
Ein Atreides setzt, wenn nötig, sein Leben für die Gefolgsleute aufs Spiel, genau wie diese das Ihre geben, um ihren Herrscher zu schützen. Bevor ein Harkonnen sich persönlich in Gefahr begibt, muss ihn schon ein imperialer Befehl dazu auffordern.
Sachwerte und Besitz stehen bei den Atreides hinten an, wenn es gilt, menschliches Leben zu retten. Nicht von ungefähr ist das Haus Atreides nicht besonders reich.
Unterdrückung, Betrug, Gewalt, Hinterlist sind die alltäglichen Mittel, mit denen die Untertanen der Harkonnen ausgepresst werden. Persönliche Bereicherung heißt die Maxime, die noch den letzten Profit in die Taschen des Barons leitet. Deshalb sind die Harkonnen ein reiches Haus.
Um die Antipathie des Lesers gegen den harkonnischen Herrschaftsstil noch zu steigern, charakterisiert Frank Herbert den Baron als grotesk übergewichtigen, alternden Lüstling, der junge männliche Sklaven und sogar den eigenen Neffen Feyd-Rautha sexuell demütigt und missbraucht.
Atreides dagegen sind immer edel gewachsen und tragen raubvogelhafte, asketische Gesichtszüge.
Herbert macht es dem Leser besonders im ersten Band leicht, sich mit den Atreides zu identifizieren, möglicherweise zu leicht. Baron Harkonnen wird auch als Herrscher geschildert, der sich seiner Verantwortung für sein Haus bewusst ist und der seine Brutalität als Mittel zu diesem Zweck sieht. Aber diese sachliche Seite wird stark von den abstoßenden Eigenschaften der Harkonnen insgesamt überlagert.
Paul Muad'Dib, also das Haus Atreides, trägt die Verantwortung für Milliarden Tote, die der von ihm inspirierte Djihad hinterlässt. Die Gräueltaten des Barons betrafen viel weniger Menschen, weil dieser eher nach Reichtum und Sicherheit innerhalb bestehender Verhältnisse als nach totaler Umwälzung und Weltherrschaft strebte. Der Leser sympathisiert dennoch mit Paul. Schließlich ist er der Gute und grämt sich auch angemessen ob dieser, leider alternativlosen, Tatsachen. In einer Szene des zweiten Bands vergleicht sich Paul selbst mit Dschingis Chan und Adolf Hitler, was bei seinem Stabschef Stilgar auf völliges Unverständnis stößt. Die Szene bleibt seltsam ergebnislos, Stilgar hat noch nie von den beiden historischen Massenmördern gehört und Paul grübelt eher laut über sein Verhältnis zur Menschheitsgeschichte, statt konkret über moralische Konsequenzen nachzudenken.
Schlussendlich, ungeachtet der extremen Überzeichnung seiner Protagonisten, gelingt es Herbert, seine moralische Position überzeugend abzubilden: Jede Geisteshaltung, die anfängt, Menschen wie Dinge zu behandeln, ist grundsätzlich verderbt.

### Die Eigendynamik von Glaubenssystemen und die Ohnmacht eines Herrschers
In allen Bänden des Dune-Zyklus taucht der Begriff der Missionaria Protektiva auf. Die Missionaria Protektiva ist eine Spezialabteilung der Bene Gesserit, die hauptsächlich auf neuen, noch unentwickelten Planeten eine Art präreligiöser Saat ausbringt. Mythen, Legenden und Weissagungen werden verbreitet und bereiten das kollektive Unbewusste auf das Kommen eines Messias, des Goldenen Zeitalters oder gar des Weltuntergangs vor, ein religiöser Urschlamm also, der die Grundlage bildet, auf der künftige Bene Gesserit ihre Einflussnahme aufbauen können. Kritiker der Schwesternschaft werfen ihr vor, dass sie Religionen künstlich erzeuge, was diese nicht abstreiten, sondern eher mit Stolz bestätigen würde.
Auch Jessica und Paul greifen, bei ihrer Flucht in die Wüste, auf aktive Elemente der Missionaria Protektiva zurück. Die Fremen sind voller Erwartungen, die diese beiden perfekt erfüllen. Jessica ist die angekündigte Ehrwürdige Mutter von jenseits des Himmels, Paul der lang ersehnte Mahdi, sprich Messias, der das Volk aus seinem Elend zu den Sternen führen wird. Damit retten sie ihr Leben, setzen aber eine religiöse Dynamik in Gang, die kaum noch zu stoppen oder zu beeinflussen ist. Paul sieht schon am ersten Tag bei den Fremen, dass alles auf einen Djihad hinauslaufen wird. Das ganze restliche Buch erzählt von seinen verzweifelten Versuchen, dies zu verhindern oder, wenn es nicht möglich ist, den am wenigsten grausamen Weg zu finden.
Die Mischung aus extremem Aberglauben und Fanatismus, die in den Fremen verkörpert wird, ist nicht zu beherrschen. Als am Ende des ersten Bandes Feyd Harkonnen auf einen Zweikampf mit Paul besteht, löst die bloße Herausforderung den Djihad aus. Der Ausgang dieses Kampfes ist vollkommen irrelevant. Ob lebendig oder tot, in seinem Namen wird die Verheerung durchs Imperium toben.
Im zweiten Band resigniert Paul Muad'Dib vor der Dynamik der von ihm unabsichtlich geschaffenen Religion. Während alle der Meinung sind, Paul bräuchte nur den Befehl für den Rückzug aus dem Djihad zu geben und alles sei vorbei, sieht der Tleilaxu-Meister Scytale das Dilemma, in dem Paul steht. Die gleiche Religion, die den Djihad antreibt, ist auch Pauls Kontrollmittel für das Volk. Sie glauben an ihn als den Befreier. Sobald der Befreier sich gegen die Befreiten stellt, wird er zum Verräter und gestürzt. Ein anderer „Befreier“ würde an seine Stelle treten. Dieser neue Führer hätte weniger Charakter und Skrupel, was vor allem Pauls Familie zu spüren bekäme.
Ein tatsächliches Ende des Djihad gäbe es nur in einem Staat, der unter der totalen Kontrolle von Pauls Visionen stünde. Totalitäre Herrscher aber waren die Atreides noch nie, sodass auch dieser Ausweg in eine Sackgasse mündet. Erst nach dem Attentat, als er als Blinder in die Wüste geht, ein demonstratives Opfer für Shai-Hulud (den Alten Mann der Wüste, den Sandwurm; zu arab. شيئ Ding und خلود Ewigkeit), endet der Djihad.
Im dritten Band hat Alia als Regentin und Hohepriesterin der Staatskirche kein Problem, die Religion im Interesse des Machterhalts zu benutzen. Da sie vom Baron Harkonnen besessen ist, wird ihr Denken und ihr Regierungsstil dem seinen immer ähnlicher. Ihr Problem ist, dass ihr Glaube an die Besessenheit, von den Bene Gesserit Jahrtausende lang gepflegt, zur Besessenheit führt. Sie hat gelernt, dass es dagegen keine Mittel gibt, lebt Jahre mit der Angst und kämpft, um schließlich, in einem Moment der Schwäche, genau diesen Ängsten und dann dem Baron zum Opfer zu fallen. Ghanima und Leto II. beweisen, dass es durchaus Wege zur Rettung gibt. Aber da ist es bereits zu spät und Alia flieht durch den Suizid aus den Fängen ihres Besetzers.
Leto II., der Gottkaiser, löst das Problemverhältnis zwischen Glauben und Herrschaft ultimativ, wenn auch um den Preis seiner Menschlichkeit. Indem er zum Gott und zum Kaiser in einer Gestalt wird, setzt er jeglichem Aberglauben ein Ende. An ihn muss man glauben, denn seine tatsächliche Allwissenheit macht ihn allmächtig und omnipräsent.
Neben seinen übermenschlichen Fähigkeiten steht ihm mit der Gewürzkontrolle das perfekte Belohnungs- und Strafmittel zur Verfügung. Er formt die Gesellschaft 3500 Jahre lang nach seinem Willen und seinen Vorstellungen. In seinem Reich herrschen Frieden, Ruhe und Wohlstand, solange geschieht, was er befiehlt. Die Willfährigkeit seiner gläubigen Untertanen geht schließlich so weit, dass er sogar die Opposition gegen seine Herrschaft selbst inszenieren muss.
Am Ende seiner Amtszeit hat er eines dauerhaft ins kollektive Bewusstsein eingeschrieben: Der Glaube, als Sehnsucht nach dem allmächtigen Gott, entpuppt sich real als ein Alptraum.

### Das Sein bestimmt das Bewusstsein – Gesellschaften unter starkem ökologischen Selektionsdruck
Im ersten Band sind die Umweltbedingungen, unter denen die Fremen leben, extrem hart und bringen einen entsprechend harten und unnachgiebigen Menschenschlag hervor. Kultur im engeren Sinne drückt sich in Tänzen, gelegentlichen Orgien bei der Sietchversammlung und starkem Aberglauben aus.
Die Fremen leben in einer geschlossenen Gesellschaft. Es gibt eine überschaubare Zahl an Gesetzen, Traditionen, Regeln und Bräuchen. Die Besitzverhältnisse und Freund-Feind-Beziehungen sind klar geregelt. Das tägliche Überleben verlangt strenge Selbstbeherrschung, die ihren höchsten Ausdruck in der Wasserdisziplin findet. Ihre Ausrüstungsgegenstände, ihre Behausungen, ja ihr ganzes Leben sind auf Perfektion, Stärke und Dauerhaftigkeit ausgelegt.
Angetrieben werden sie durch den Traum von Liet Kynes, die gesamte Ökologie zu verändern und an menschliche Bedürfnisse anzupassen. Wenn ihnen das gelänge, könnten sie anschließend in Frieden, Ruhe und Freiheit, also im Paradies, leben.
Schneller als gedacht wird der Traum wahr. Ihre Gegner sind besiegt und die unwirtliche Natur ist auf dem Rückzug. Mit dem Sieg sind sie allerdings ins Zentrum des Imperiums gerückt und denken nun, auch diesem ihren Stempel aufdrücken zu können. Der Djihad beginnt.
In dessen Verlauf kommen die Fremen mit anderen Kulturen und Werten in Kontakt. Bei ihrer Rückkehr fällt es ihnen schwer, sich dem traditionellen Leben wieder anzupassen, vor allem da eine zwingende Notwendigkeit für diese Lebensweise nicht mehr gegeben ist. Die ökologische Umwälzung erleichtert das Überleben. Es besteht kein Bedarf mehr an hochwertigen Destillanzügen, also werden sie nicht mehr hergestellt. Die Wasserdisziplin nimmt im gleichen Umfang ab, wie die Bequemlichkeit des Alltagslebens zunimmt. Gerade die Wasserdisziplin war aber die tiefere Ursache für die militärische Stärke der Fremen. Es scheint, als sei die „Verweichlichung“ nach der ökologischen Umwälzung des Planeten nicht mehr aufzuhalten.
Alle Figuren, die handlungstragend durch die drei ersten Bände geführt wurden (z. B. Stilgar, Gurney Halleck, Duncan Idaho), nehmen bezüglich dieser Entwicklung einen romantisch verklärenden Standpunkt ein. Sie sehnen sich nach den guten alten Zeiten, als ein Mann noch ein Mann, eine Frau eine Frau und ein Wort noch ein Wort war. Einzige Ausnahme ist Leto II. Er macht Stilgar nachdrücklich darauf aufmerksam, wie schön die Mädchen auf Arrakis seien. Die Frauen müssen den Destillanzug nicht mehr vollständig tragen und können endlich ihr Gesicht zeigen.
Frank Herbert jedenfalls zwingt den Leser ständig dazu, eine Wahl zu treffen zwischen dem emotional favorisierten heroischen Typ und der Frage, ob er denn selbst unter solchen Menschen leben wollte oder könnte.

### Gewürzproduktion
Zu Beginn des ersten Bandes lag die Gewürzproduktion in Händen der Harkonnen. Dabei waren sie nicht sonderlich effektiv.
Viel von ihren Ressourcen floss in die Unterdrückung von Schmugglern, Fremen und der normalen Bevölkerung.
Die unentbehrlichen Spezialisten waren schlecht bezahlt.
Die Instandhaltung der notwendigen Ausrüstung wurde vernachlässigt. Schließlich landete ein guter Teil der Gewürzausbeute in geheimen Lagern des Barons.
Gute Gründe also für den Imperator, das Lehen neu zu vergeben – wenn auch nicht die wahren.
Wohl wissend, dass sie in eine Falle gingen, übernahmen die Atreides auf imperialen Befehl den Planeten und die Melange-Produktion. Ihre Ausgangslage ist denkbar schlecht. Der größte Teil der Gewürzerntemaschinen war unbrauchbar und hätte ersetzt werden müssen. Letztlich im Wissen, dass sie nicht viel Zeit haben würden, Gewürz zu sammeln, machten sie das Beste aus der Situation. Drei defekte Ernter wurden zu einem funktionierenden zusammengeschraubt, und los ging es.
Tatsächlich erfolgte nur wenig später der Angriff der Harkonnen, heimlich unterstützt von imperialen Sardaukar. Sie töteten den Herzog, fegten die Truppen der Atreides hinweg und eroberten den Planeten zurück. Scheinbar war alles wieder beim Alten.
Die Gewürzproduktion kam allerdings kaum mehr in Gang.
Ausgebildet und angeführt von Paul und Jessica führten die Fremen einen wesentlich effektiveren Guerillakrieg gegen die Vasallen des Barons und die Sardaukar starben wie die Fliegen.
Der Imperator war verärgert und besorgt und beschloss, eigenhändig für Ordnung zu sorgen. Es folgte die Schlacht um Arrakeen, die Paul dadurch beendete, dass er damit drohte, die gesamte Melange mit dem Wasser des Todes (Vorgewürzmasse gemischt mit dem Wasser des Lebens) zu vernichten. Zum ersten, aber nicht zum letzten Mal wurde das Gewürz als Hebel für den hydraulischen Despotismus eingesetzt, den Leto II. später perfektionierte.
Am Ende des dritten Bandes ist Leto II. klar, dass die ökologische Umwälzung des Planeten die Gewürzproduktion über kurz oder lang zum Erliegen bringen wird. Er beginnt damit, die Gewürzvorräte zu zentralisieren und den Verkauf zu kontingentieren. Bis zum Ende seiner Herrschaft, 3500 Jahre später, hält der Gottkaiser das Monopol auf das Gewürz und damit das Imperium in seinem Würgegriff.
Er toleriert die Ixianische Forschung für eine technische Lösung der interstellaren Raumfahrt. Er kennt die Versuche der Tleilaxu, Melange künstlich herzustellen. Er nimmt es gelassen, was er nämlich ebenfalls weiß, diese Bemühungen werden erst nach seinem Tod Erfolg haben.

### Macht und Ohnmacht der Raumgilde
Zu Beginn des ersten Romans wird die Raumgilde als übermächtig dargestellt. Ihr Monopol auf interstellare Transporte ermöglicht ihr, Einfluss auf sämtliche politischen Entscheidungen zu nehmen. Nur mit ihrer Unterstützung sind Truppenbewegungen, Nachrichtenverkehr, Bankwesen, Handels- und Personentransporte realisierbar. Der Anspruch der Gilde auf Kontrolle erstreckt sich zu diesem Zeitpunkt bis in den planetaren Raum. Ob Wetter- und Beobachtungssatelliten in einem Orbit kreisen, hängt davon ab, wer die höchste Gebühr, sprich Bestechungsgelder, an die Gilde zahlt.
Soviel Macht macht auch dekadent. Tatsächlich in hohem Maße abhängig von der Gewürzproduktion auf Arrakis, denkt sie niemals daran, diese Existenzgrundlage tatsächlich physisch zu sichern oder gar den Gewürzabbau selbst zu betreiben. Derart schnödes Alltagsgeschäft ist nicht ihre Sache. Die Gilde lässt sichern und lässt abbauen. Welches Hohe Haus die Schmutzarbeit für sie erledigt, ist letztlich egal, Hauptsache, der Ertrag stimmt.
Paul entdeckt gegen Ende des ersten Bandes die Herstellung des Wassers des Todes. Vorgewürzmasse gemischt mit dem Wasser des Lebens würde, an einer beliebigen Stelle des Planeten ausgebracht, zu einer Kettenreaktion führen und alle „kleinen Bringer“ vernichten. Ein Glied in der Kette vom Wurm zum Gewürz wäre zerstört und Arrakis würde zu einer echten Wüste. Ihm wird sofort klar, dass damit ein perfektes Mittel zur Kontrolle der Gilde in seinen Händen ist. Und wer die Gilde kontrolliert, kontrolliert das Imperium. Die Gildenavigatoren, die ebenso wie Paul die möglichen Zukünfte sehen, erkennen die Realität seiner Drohung und unterwerfen sich.
Ab diesem Zeitpunkt hat die Gilde keinen politischen Einfluss mehr. Sie intrigiert zwar, vor allem im zweiten Band, und unterstützt eine Verschwörung gegen die Atreides, bleibt letztlich aber erfolglos. Daraufhin beschränkt sie sich auf ihre ursprüngliche Aufgabe, den interstellaren Raumflug zu ermöglichen. Nachdem schließlich die Ixianische Forschung Raumflug mittels Technik möglich macht, gerät die Gilde endgültig ins Abseits.

### Das Machtgefüge zwischen Imperator und den Großen Häusern
Über allen militärischen Überlegungen der damaligen Zeit steht das Diktum der Großen Konvention: kein Einsatz atomarer Waffen gegen menschliche Ziele.
An diese Einigung halten sich alle beteiligten Machtblöcke ausnahmslos.
Ungeachtet dessen herrscht im ersten Band des Dune-Zyklus ein De-facto-Machtgleichgewicht zwischen Landsraad und Imperator. Der Imperator einerseits, gestützt durch die Sardaukar, und andererseits der Landsraad, der die Interessen der Hohen Häuser vertritt und auf deren Streitkräfte zurückgreifen kann, neutralisieren einander weitgehend. Ein direkter Angriff des Imperators auf ein Hohes Haus würde sofort zum Gegenangriff aller Häuser gegen den Imperator führen. Der geballten Macht der Haus-Armeen wären selbst die imperialen Sardaukar nicht gewachsen. Es besteht also ein Patt.
Offene Auseinandersetzungen sind demnach tabu, Intrigen dagegen nicht. Fehden zwischen Hohen Häusern, wie etwa die der Harkonnen und der Atreides, werden nicht nur toleriert, sondern seitens des Imperator sogar diskret unterstützt. Teile und herrsche, die alte Devise gilt nach wie vor. Je geteilter und zerstrittener die Opposition, umso besser.
Die intrigante Intervention des Imperators im Harkonnen-Atreides-Konflikt, wo er mit seinen als Harkonnen verkleideten Sardaukar die Auseinandersetzung entscheidet, wird vom Landsraad nicht bemerkt. Zu schnell ist die militärische Konfrontation entschieden, als dass irgendjemand den Landsraad über diesen Bruch der Konventionen hätte informieren können.
Die Rückkehr von Paul Atreides an der Spitze der Fremen setzt diesem Machtgleichgewicht ein Ende. Durch seinen Sieg in der Schlacht um Arakeen erhält er durch das Gewürzmonopol die Kontrolle über die Gilde, mit der Gilde die Kontrolle über die interstellare Raumfahrt und damit über jedwede militärische Aktion.
Den nun folgenden Djihad der Fremen kann allerdings nichts und niemand aufhalten, auch nicht der Atreides-Imperator.

## Ausgaben
- Frank Herbert: Der Wüstenplanet. Heyne, München 2001, ISBN 3-453-18683-4.
  - Neuübersetzung von Jakob Schmidt: Der Wüstenplanet. Heyne Taschenbuch 2016, ISBN 978-3-453-31717-8. (Mit Farbillustrationen von John Schoenherr)
- Frank Herbert: Der Herr des Wüstenplaneten. Heyne, München 2001, ISBN 3-453-18684-2.
  - Neuübersetzung von Jakob Schmidt: Heyne Taschenbuch, 2019, ISBN 978-345-331954-7.
- Frank Herbert: Die Kinder des Wüstenplaneten. Heyne, München 2001, ISBN 3-453-18685-0.
  - Neuübersetzung von Jakob Schmidt: Heyne Taschenbuch, 2020, ISBN 978-345-331955-4.